# Арголиски залив
Арголиски залив (грч. Αργολικός Κόλπος, енг. Argolikós Kólpos) је мали залив Егејског мора на источној обали Пелопонеза у Грчкој. Једино значајно острво у заливу је Саронско острво Спецес на самом улазу у њега.
Овај залив се некад повезује у целину са Саронским заливом и Саронским острвима у заједничку целину, Арго-Саронски залив.
Залив окружују две грчке префектуре, Аркадија и Арголида. У оквиру залива постоји неколико малих острва и залива. Важнији градови и лук у Арголиском заливу су: Нафплио, Леонидио и Спецес.